# 1236
Високе Середньовіччя •  Золота доба ісламу •  Реконкіста •  Хрестові походи •  Київська Русь •  Монгольська імперія

## Геополітична ситуація
На території колишньої Візантійської імперії існує кілька держав. Фрідріх II Гогенштауфен є імператором Священної Римської імперії (до 1250). У Франції править Людовик IX (до 1270).
Апеннінський півострів розділений: північ належить Священній Римській імперії, середню частину займає Папська область, більша частина півдня належить Сицилійському королівству. Деякі міста півночі: Венеція, Піза, Генуя тощо, мають статус міст-республік, частина з яких об'єднана Ломбардською лігою.
Південь Піренейського півострова в руках у маврів. Північну частину півострова займають християнські Кастилія, Леон (Астурія, Галісія), Наварра, Арагонське королівство (Арагон, Барселона) та Португалія. Генріх III є королем Англії (до 1272), а королем Данії — Вальдемар II (до 1241).
У Києві став княжити Ярослав Всеволодович (до 1238), у Галичі — Ростислав Михайлович, у Володимирі-на-Клязмі — Юрій Всеволодович (до 1238). Новгородська республіка та Володимиро-Суздальське князівство фактично відокремилися від Русі. У Польщі період роздробленості. На чолі королівства Угорщина стоїть Бела IV (до 1270).
В Єгипті, Сирії та Палестині править династія Аюбідів, невеликі території на Близькому Сході утримують хрестоносці. У Магрибі держава Альмохадів почала розпадатися. Сельджуки окупували Малу Азію. Монгольська імперія поділена між спадкоємцями Чингісхана. Північний Китай підкорений монголами, на півдні править династія Сун. Делійський султанат є наймогутнішою державою Північної Індії, а на півдні Індії домінує Чола. В Японії триває період Камакура.
Цивілізація мая переживає посткласичний період. Почала зароджуватися цивілізація ацтеків.

## Події
- Володимир Рюрикович повернувся на київський престол.
- Володимирський князь Ярослав Всеволодович прогнав Володимира Рюриковича з Києва.
- Олександр Ярославич (згодом Невський) почав княжити в Новгороді.
- Імператор Священної Римської імперії Фрідріх II розпочав похід проти Ломбардської ліги, захопив Віченцу.
- Король Франції Людовик IX досяг повноліття і почав самостійне правління.
- Литва та семигали завдали поразки Ордену мечоносців у битві при Шауляї. Цю подію вважають датою заснування Великого Литовського князівства.
- Кастильські війська захопили в маврів Кордобу.
- Спадкоємицею Ілтутмиша в Делійському султанаті стала його дочка Разія Султан.
- Монголи на чолі з Угедеєм зуміли завоювати невелику частину земель династії Сун, але мільйонне населення міста Ченду було знищене.
- Війська Батия завоювали Волзьку Булгарію.
- Почалося монгольське вторгнення в Корею.
- Монгольські війська на чолі з Чормаганом взяли Тбілісі. Цариця Русадан перенесла свою резиденцію в Кутаїсі.

## Народились
- Ельжбета Угорська — баварська герцогиня, дочка Бели IV